# Josiah Bartlett
Pour les articles homonymes, voir Bartlett.
Josiah Bartlett, né le 21 novembre 1729 et mort le 19 mai 1795, est un médecin américain, politicien, délégué du New Hampshire au Congrès continental, signataire de la déclaration d'indépendance des États-Unis. Il fut plus tard juge en chef de la Cour suprême du New Hampshire et le gouverneur de cet État.

## Biographie

### Jeunesse et famille
Bartlett est né le 21 novembre 1729 à Amesbury dans le Massachusetts, fils de Stephen et Anna-Mary Bartlett. Son père, Stephen, est le fils de Richard et Hannah Bartlett. Il était leur cinquième enfant et le quatrième fils. À l'âge de seize ans, Josiah apprend des notions en latin et le grec. Il entreprend également des études en médecine, pratiquant dans le bureau du docteur Ordway d'Amesbury à la même époque. Avant ses 21 ans, en 1750, il part à Kingston dans le New Hampshire où il commence à exercer sa profession. Kingston ne comptait à ce moment-là que quelques centaines de familles et Bartlett demeurait le seul docteur de cette région du comté. Il acquiert une terre et une ferme, et épouse Mary Bartlett de Newton, dans le New Hampshire. Elle était sa cousine, la fille de son oncle, Joseph. Ils resteront mariés jusqu'à sa mort, le 14 juillet 1789. Au cours des années, ils auront douze enfants : Mary (1754), Lois (1756), Miriam (1758), Rhoda (1760), Hanna (qui est morte en bas âge en 1762), Levi (1763), Josiah (1765, qui meurt la même année), Josiah (1768), Ezra (1770), Sarah (1773), Hannah (1776, qui est morte en bas âge et qui n'a jamais été enregistrée). Ses trois fils et sept de ses petits-fils deviendront également médecins.

### Carrière politique
Bartlett devient actif dans la vie politique de Kingston et est élu en 1765 à l'assemblée coloniale. En 1767, il devient le colonel de la milice de son comté et le gouverneur John Wentworth le nomme Juge de paix. Alors que la révolution approche, sa politique pro-Whig l'oppose au gouverneur royaliste John Wentworth.
En 1774, Bartlett rejoint l'Assemblée du Committee of correspondence et prend ses fonctions au côté des leaders révolutionnaires des 12 autres colonies. Plus tard, durant la même année, lorsque Wentworth interdit l'Assemblée, Josiah est nommé à l'Assemblée Provinciale, cette dernière, clandestine, lui succédant. Sa maison est alors détruite lors d'un incendie, présumé déclenché par ses opposants, les Tories. Il déplace sa famille à la ferme et commence rapidement à la reconstruire.
Lorsque l'Assemblée Provinciale nomme Bartlett et John Pickering comme délégués au Congrès continental, il se met un peu en retrait pour protéger sa famille, mais reste un fervent opposant du pouvoir anglais et actif dans la vie politique du New Hampshire. Un des derniers actes de loi du Gouverneur Wentworth, avant son expulsion du New Hampshire en 1775, révoque Battlett de ses fonctions de Juge de paix, Colonel de milice et son siège à l'Assemblée.

### Congrès Continental
Bartlett est choisi de nouveau comme délégué en 1775 et participe à toutes les réunions en 1776. En effet, fin 1775 et début 1776, il est le seul délégué du New Hampshire. À l'époque, une grande partie du travail du Congrès était effectuée dans des comités dédiés à chaque tâche. Les plus importants avaient un délégué de chaque État, ce qui signifie que Bartlett a fait partie de tous les comités : Sécurité, Munitions, Marine ou Gouvernement civil.
Finalement, après de nombreuses lettres adressées au siège de l'Assemblée et au Comité de Sécurité du New Hampshire, William Whipple et Matthieu Thornton sont nommés à la délégation, à Philadelphie. Lorsque la déclaration d'indépendance des États-Unis est officiellement proposée en 1776, Josiah Bartlett est le premier à voter (favorablement), en tant que représentant de la colonie la plus au Nord des treize.
En 1777, il décline une réélection au Congrès, mettant en cause la fatigue engendrée par les nombreux efforts précédents. Mais lorsque le conflit débute, il utilise ses compétences médicales et accompagne les troupes de John Stark à la bataille de Bennington en août de la même année.
Il est réélu au Congrès en 1778 et fait partie du comité qui rédigea les Articles de la Confédération. Mais, après l'adoption de ces articles, il retourne au New Hampshire pour s'occuper de ses activités personnelles. Ce fut la dernière de ses fonctions fédérales. En effet, tandis qu'il était au Congrès en 1776, sa femme Mary gère seule la ferme, s'occupe de reconstruire leur maison, élève ses neuf enfants et donne naissance à Hanna. 
Bien qu'il soit resté dans l'État après 1778, en 1779 il retourne à sa fonction de Juge, travaillant dans la Cour de réclamations communes. En 1782, il est nommé à la Cour suprême du New Hampshire bien qu'il ne soit pas avocat.
En 1788, il devient juge en chef de la Cour Suprême. La même année, il est délégué de la Convention du New Hampshire pour l'adoption de la Constitution des États-Unis. Il défend la ratification de celle-ci, qui est finalement adoptée le 21 juin 1788. La législature du nouvel État du New Hampshire lui propose un poste de sénateur qu'il décline.

### Comme gouverneur
En 1790 Bartlett fonde la Société Médicale du New Hampshire. Il est aussi élu Chief executive officer du New Hampshire et reste président en 1791 et 1792. Quand la nouvelle Constitution d'État entre en vigueur en 1792, il continue ses fonctions de gouverneur, avant de démissionner en 1794, après quatre ans de fonction, à cause de sa santé chancelante. Il meurt l'année suivante, le 19 mai 1795.

### Carrière de médecine
Bartlett a beaucoup pratiqué la médecine pendant 45 ans, devenant d'abord l'apprenti d'un autre docteur, fondant ensuite un cabinet à vingt ans.
Le secteur autour de Kingston souffrait d'une épidémie de fièvre et d'un ulcère appelé le throat distemper vers 1735. Pour les adultes, c'était une maladie sérieuse, mais pour des enfants c'était fréquemment fatal, particulièrement pour les très jeunes. Quand la maladie frappa de nouveau en 1754, le docteur Bartlett a simplement essayé les doses de plusieurs médicaments disponibles et a découvert que l'écorce péruvienne soulagerait des symptômes assez longtemps pour permettre le rétablissement.
Bartlett a vécu à une époque où la pratique médicale progressait rapidement. Il fut le premier Président et a fondé la Société Médicale du New Hampshire.

### Fin de vie, mort et héritage
Il se retire à sa maison de Kingston et y meurt le 19 mai 1795. Il est enterré à côté de sa femme Mary dans le Cimetière des Plaines (Plains Cemetery), également à Kingston. Les descendants de Bartlett vivent toujours dans cette maison et acceptent des visites pendant l'année. Une statue de bronze de Bartlett est située dans la place de la ville d'Amesbury, dans le Massachusetts. Son portrait est accroché au Siège de la Législature à Concord, dans le New Hampshire, tiré d'un original peint par Jonathan Trumbull. La ville de Bartlett, dans le New Hampshire est nommé en son honneur et l'école primaire de Josiah Bartlett également. Une ville au Nord de Nord Conway est aussi nommée Bartlett.

## En fiction
Le président américain fictif de À la Maison-Blanche, une série télévisée dramatique populaire de la NBC, est nommé Josiah Bartlet. Malgré la différence d'orthographe, le personnage (joué par Martin Sheen), est aussi un ancien gouverneur et un membre du Congrès du New Hampshire, et un descendant direct (fictif) du signataire de la Déclaration d'indépendance des États-Unis, représentant le New Hampshire.

## Source
- (en) Cet article est partiellement ou en totalité issu de l’article de Wikipédia en anglais intitulé « Josiah Bartlett » (voir la liste des auteurs).